# Bi+ Nederland
Bi+ Nederland is sinds 2019 de landelijke organisatie voor bi+ mensen en bi+ inclusie in Nederland. Bi+ mensen zijn mensen die op meer dan één gender vallen, zoals biseksuele en panseksuele mensen. Nadat in 2016 in Amsterdam de EuroBiCon plaatsvond, een Europese conferentie over, voor en door bi+ mensen, besloot een groepje mensen dat er meer gedaan moest worden op het gebied van bi+. In 2018 ontstond daarom de Onafhankelijke Bi Denktank, maar toen dit niet genoeg bleek om echt te werken aan bi+ inclusie en emancipatie werd in de zomer van 2019 de stichting Bi+ Nederland opgericht.
Bi+ Nederland heeft als doel om een bi+ inclusieve samenleving te bevorderen, waarin iedereen in Nederland liefde, lust, verlangens en relaties kan ervaren, los van vaststaande normen en verwachtingen rondom sekse, gender en seksuele oriëntatie. Hiervoor werkt Bi+ Nederland aan het doorbreken van drie normen: 
1. De monoseksuele norm: de verwachting dat iedereen op één gender valt[1]
2. De binaire man/vrouw norm: er bestaan twee genders, namelijk man en vrouw
3. Relatienormen: o.a. relaties zijn monogaam, tussen twee partners[5]